# Маслянино
Масля́нино — рабочий посёлок, административный центр Маслянинского района Новосибирской области.
Образует муниципальное образование рабочий посёлок Маслянино со статусом городского поселения как единственный населённый пункт в его составе.
Маслянино расположено на реке Бердь, в 119 километрах к юго-востоку от Новосибирска, в 60 километрах к востоку от города Черепаново.
Маслянино — один из крупнейших посёлков городского типа в России. В 2007 году Маслянино по численности населения находился на 97 месте из 1348 посёлков в России и на 5 месте в Новосибирской области после Линёво, Краснообска, Коченёво и Сузуна.

## Этимология
Своё название село получило от маслоделия, которым занимались его жители. Источником масла был лён, который выращивался крестьянами на участках, отвоёванных у тайги.

## История
Маслянино было основано казаками Томского острога в 1644 году посреди сибирской тайги в месте впадения в Бердь реки Барсучиха.
Основной приток населения до революции происходил за счёт переселенцев из Вятской, Смоленской и других центральных губерний России. До 1917 года село считалось частью томских земель, в том числе в 1804—1917 гг. — в составе Томской губернии. Располагалось чуть восточнее Барнаульского тракта — гужевого сообщения Томск — Барнаул.
В 1896 году в селе был построен православный храм. Маслянино дважды в своей истории выгорало практически полностью: в начале и конце XIX века. Несмотря на это, Маслянино стало центром Маслянинской волости (1920—1925), которая входила в состав Барнаульского уезда Алтайской губернии.
В 1925 году Маслянино становится центром Маслянинского района, а в 1944 году получает статус посёлка городского типа.
В 1921 году в Маслянино появился первый музей (теперь Маслянинский историко-краеведческий музей), директором которого стал Н. Г. Чермянин, собиравший экспонаты для музея на территории Маслянинского района в 1921—1926 годах. В музее были представлены предметы крестьянского быта, чучела животных и птиц, гербарии, образцы мрамора. В дальнейшем музей был закрыт из-за отсутствия финансирования, а его экспонаты были переданы в школу. Очередная попытка создания музея относится к 1977 году, когда исполком райсовета принял решение о строительстве районного музея. Сам музей был открыт в декабре 1978 года в здании Дома культуры усилиями художника В. В. Протопопова, но здание для музея так и не было построено.
С 1930-х и до 1953 жизнь села во многом определялась развёртыванием здесь Искитимского отдельного лагерного пункта (ОЛП) Сиблага, о котором в архивах ГАНО упоминается, как о наиболее жестоком в военные и послевоенные годы.

## Население
| 1959    | 1970    | 1979    | 1989    | 2002    | 2007    | 2009    | 2010    | 2012    |
| ------- | ------- | ------- | ------- | ------- | ------- | ------- | ------- | ------- |
| 9781    | ↗10 578 | ↗11 883 | ↗12 656 | ↗13 565 | ↘12 976 | ↗13 359 | ↘13 102 | ↘12 982 |
| 2013    | 2014    | 2015    | 2016    | 2017    | 2018    | 2019    | 2020    | 2021    |
| ↘12 780 | ↘12 667 | ↗12 774 | ↗12 799 | ↗12 807 | ↗12 852 | ↗12 924 | ↗13 076 | ↗13 147 |

По данным Всероссийской переписи населения в 2010 году в Маслянино проживало 13 102 жителя, из них 6 026 мужчин (46 %), 7 076 женщин (54 %).

## Транспорт
По данным на 2006 год Маслянино имеет регулярное автобусное сообщение с Черепаново (1 рейс в сутки, протяжённость пути — 68 километров, время в пути — 1 час), Новосибирском (8—9 рейсов в сутки, протяжённость пути — 176 километров, время пути — 4 часа) и населёнными пунктами Маслянинского района.
Конечные пункты автобусных маршрутов в Маслянинском районе: Петени (2 рейса в сутки), Егорьевское (3 рейса в сутки), Елбань (2—3 рейса в сутки), Верх-Ики (2 рейса в сутки), Берёзово (3 рейса в сутки), Большой Изырак (1 рейс в сутки), Борково (3 рейса в сутки), Петропавловка (2 рейса в сутки), Чупино (3 рейса в сутки), Дресвянка (2 рейса в сутки), Чудиново (2 рейса в сутки), Пайвино (2 рейса в сутки), Серебренниково (4 дня в неделю), Мамоново (26 рейсов в сутки), Бажинск (7 рейсов в сутки).
Ближайшая железнодорожная станция расположена в Черепаново.

## Экономика
- Кирпичный завод.
- Леспромхоз.
- Сыроваренный завод.
- Деревообрабатывающий завод.
- Плодоовощной комбинат.
- Пищевой комбинат[26].
- Горнолыжный комплекс «Юрманка» (в селе Верх-Ики, 35 км к северу от Маслянино).
- База отдыха «Кинтереп».
- Сельскохозяйственное производство «ЭкоНива».

Туристический сектор представлен разными экскурсионными маршрутами и гостевыми домами.

## Маслянинская ГЭС

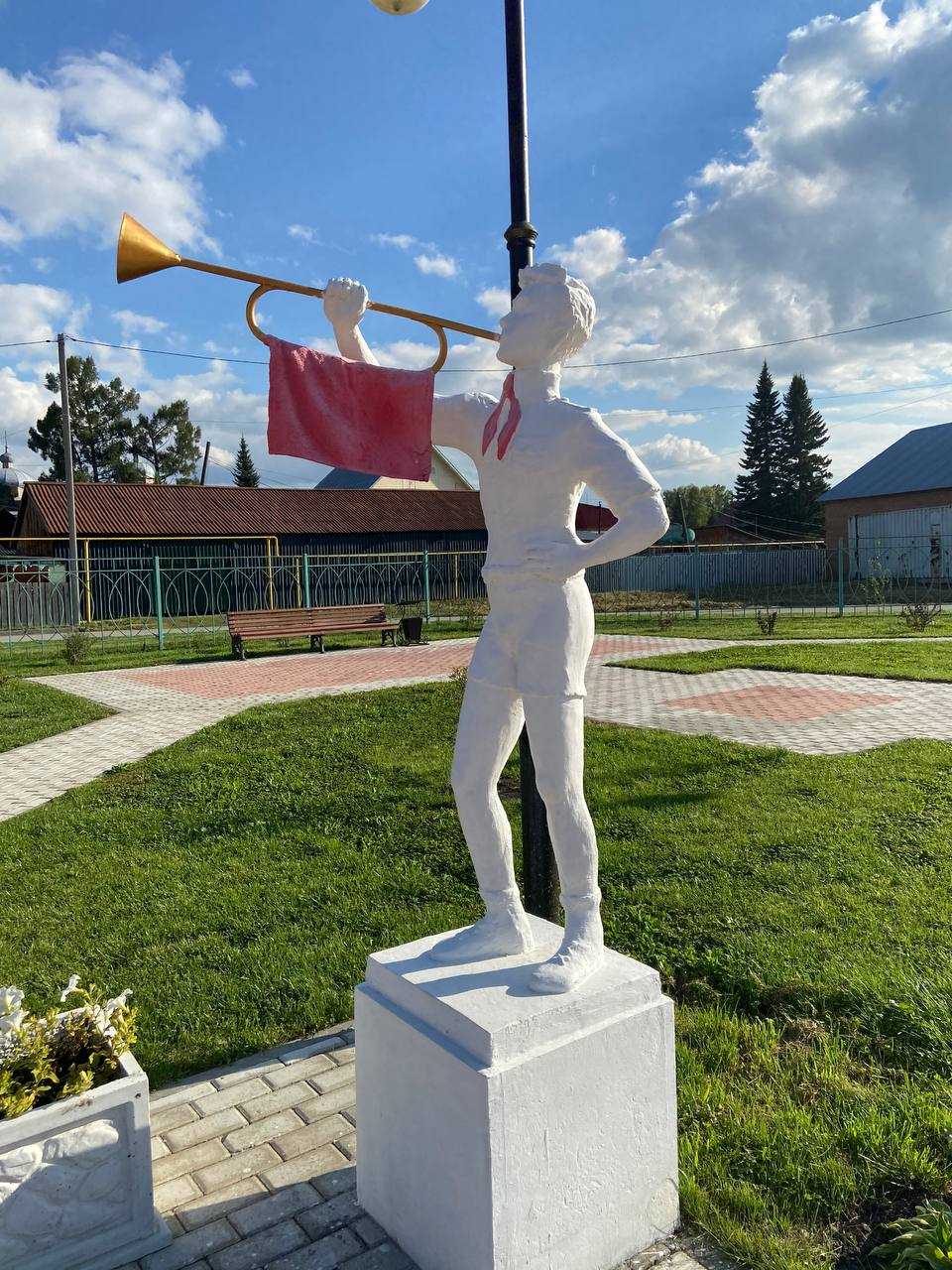
Скульптура горниста-пионера в парке СССР

Маслянинская ГЭС, расположенная на реке Бердь в 12 километрах к востоку от Маслянино у села Перебор, стала одной из первых гидроэлектростанций в Сибири. Решение о её строительстве было принято 7 июля 1934 года, но фактически началось только в 1947 году. Строительство осуществляла контора «Сельхозэлектрострой». Оборудование для ГЭС поступало по железной дороге в Черепаново, а оттуда мощными тракторами доставлялось на место строительства. После четырёх лет строительства в 1951 году состоялся запуск станции. Мощность ГЭС составила 600 кВт, после её запуска образовалось водохранилище на реке Бердь объёмом 8 миллионов кубометров. ГЭС обеспечивала хозяйство Маслянинского района электроэнергией до подключения его к единой энергосистеме. После подключения Маслянинская ГЭС была выведена из эксплуатации и демонтирована.

## Архитектура и достопримечательности
- Парк СССР (реконструкция 2021 года).
- Мемориал памяти павших в войне 1941—1945 гг. Мемориал в честь погибших в Великой Отечественной войне был открыт 9 мая 1985 года в месте, где жители посёлка провожали своих близких на войну[28]. Авторы скульптуры — Дьяков П. И. и Ермишин Б. Л. Мемориал включает статуи матери-Родины и лежащего у её ног израненного солдата в каске и с автоматом в руках, стелу с фамилиями фронтовиков, не вернувшихся с войны, и Вечный огонь. Впоследствии у местных жителей мемориал получил название «Алла Пугачёва» из-за сходства певицы и скульптуры матери-Родины[4].
- Жилой дом С. И. Лютаева (улица Октябрьская, 92). Двухэтажный деревянный дом был построен в конце XIX века разбогатевшим крестьянином Савелием Лютаевым. Дом представляет собой пример объединения традиций сельского и городского зодчества. Владелец часть дома сдавал священнику старообрядческой церкви. В XX веке дом подвергся реконструкции: железная крыша была заменена шиферной, участок у входа выложен чугунными плитами[4].
- Жилой дом по улице Октябрьская, 97. Одноэтажный деревянный дом был построен зажиточным крестьянином в конце XIX века в традициях сибирского зодчества[4].
- Жилой дом по улице Гриценко, 4. Дом был перевезён в Маслянино из старообрядческого села Дресвянка. Дом украшает пропильная резьба с растительным орнаментом[4].
- Могила Г. А. Чанкина. Могила расположена в сквере на улице Партизанской. В ней похоронен Г. А. Чанкин (1889—1946), участник партизанского движения в годы Гражданской войны и первый секретарь райкома партии[4].

## Русская православная церковь

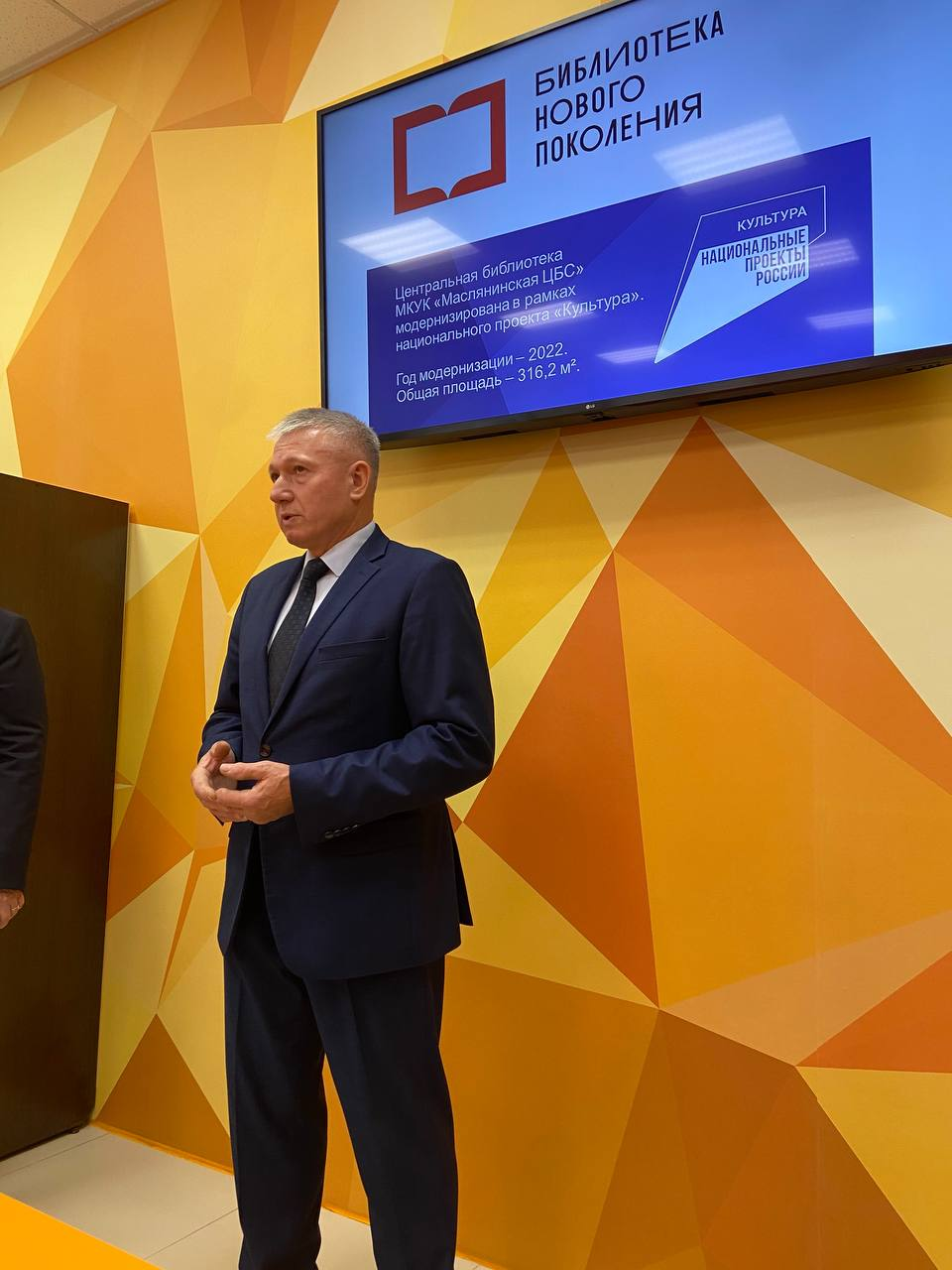
Прилепа Павел Григорьевич — глава Маслянинского района Новосибирской области открывает модельную библиотеку

Свято-Никольский собор. Собор расположен в центре посёлка. По данным на 2000 год Свято-Никольский собор был единственным православным приходом в Маслянинском районе. Собор, построенный на народные пожертвования в 1896 году, назывался храмом Николая Чудотворца в честь Святителя Николая Мирликийского. Существует легенда, что икону Николая Угодника храму подарил Николай II, когда будучи цесаревичем совершал поездку по Азии. В конце 1920-х годов храм был закрыт. В дальнейшем в здании храма в разные годы функционировали зернохранилище, клуб, Дом пионеров. Храм был восстановлен в 1990 году. Освящение церкви состоялось в 1993 году.

## Культура
В районе действует маслянинская централизованная библиотечная система.
Работает краеведческий музей, открытый в 1978 году. В 1984 году Министерство культуры РСФСР присвоило маслянинскому музею звание «народный музей». Музей занимает 3 зала: историко-этнографический, природа и тематические выставки. В музее выставлены старинные предметы и одежда жителей посёлка, коллекция глиняной посуды, монеты, изделия из льна, материалы по истории партизанского движения в годы Гражданской войны, карта Маслянинского района 1938 года, образцы мрамора, кости мамонта и горного козла. Число единиц хранения — 1003, среднее количество посетителей в год — 4200 человек.

## Интересные факты
- Директор Маслянинского кирпичного завода Яков Яковлевич Муль стал последним кавалером ордена Ленина в истории СССР. Орден был вручён «за большой личный вклад в реконструкцию и техническое перевооружение предприятия и достижение высоких показателей в труде» (Указ Президента СССР № УП-3143 от 21 декабря 1991 года)[31].